# Anorchizm
Anorchizm (anorchia) – zaburzenie rozwoju płci, w którym osoba o kariotypie XY, który zazwyczaj odpowiada płci męskiej, rodzi się bez jąder.

## Objawy
- narządy płciowe nie rozwijają się
- prącie pozostaje małe typu dziecięcego
- pusta moszna przy jednoczesnym braku jąder w jamie brzusznej i kanałach pachwinowych
- brak owłosienia łonowego
- brak popędu płciowego

## Leczenie
Leczenie polega na podawaniu testosteronu w celu rozwoju męskich cech płciowych.